# Buzułuk (miasto)
Buzułuk (ros. Бузулук) – miasto w europejskiej części Rosji (obwód orenburski), położone nad rzeką Samarą.

## Dane ogólne
- Liczba ludności: 86 042 (2021)
- Położenie geograficzne: 52°46' N 52°15' E
- Kod pocztowy: 53 - 412
- Kod telefoniczny: 35 - 342

## Historia

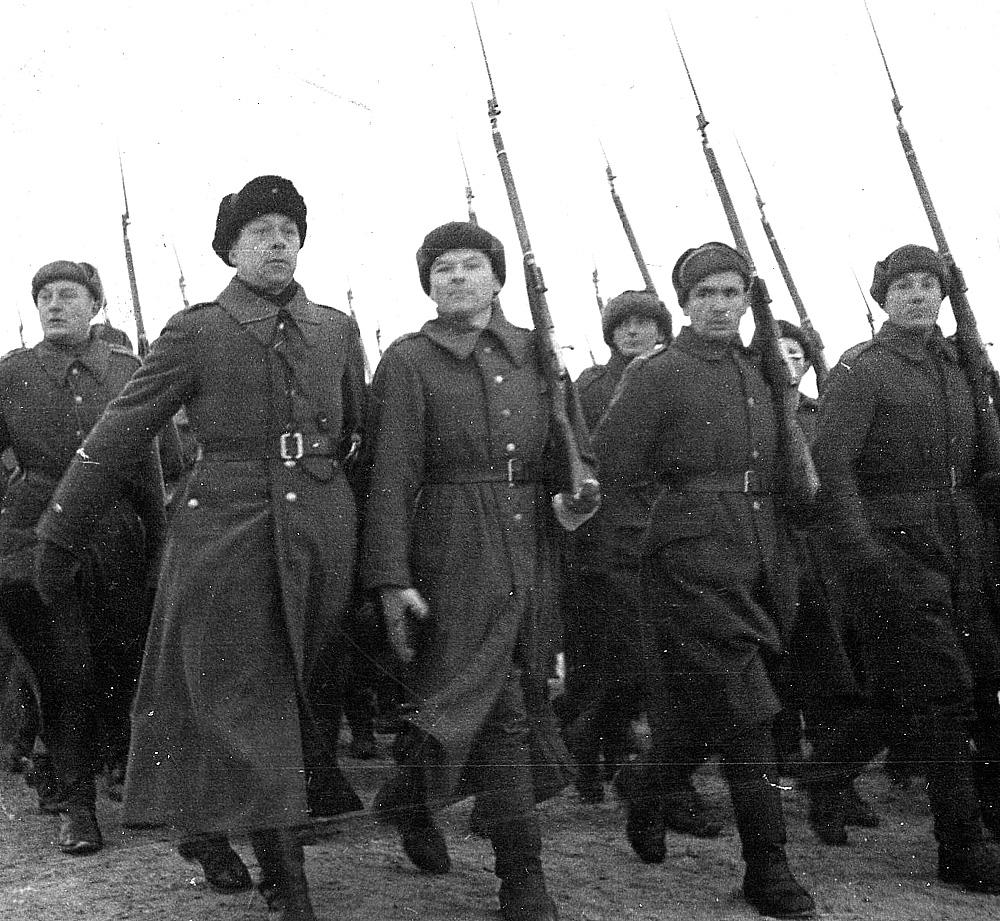
Defilada Armii Andersa w Buzułuku, grudzień 1941

Osada założona została w 1736 jako twierdza i strażnica graniczna Rosji. Buzułuk otrzymał prawa miejskie w 1781 r.
W latach 1941–1942 siedziba dowództwa i sztabu formującej się w ZSRR Armii Polskiej gen. Władysława Andersa.
Od 2011 siedziba eparchii.
Obecnie miasto jest ośrodkiem przemysłu spożywczego, skórzanego i produkcji maszyn wiertniczych.
Urodził się tu Czesław Rossiński – podporucznik piechoty Wojska Polskiego, cichociemny.